# Herbert Schultze (pilote automobile)
Pour les articles homonymes, voir Herbert Schultze (homonymie) et Schultze.
Herbert Schultze, né le 23 janvier 1931 et mort le 12 juillet 1970, est un pilote automobile allemand de courses de voitures de Tourisme et de Grand Tourisme sur circuits, également concessionnaire des marques Alfa Romeo et Ferrari à Berlin.

## Biographie

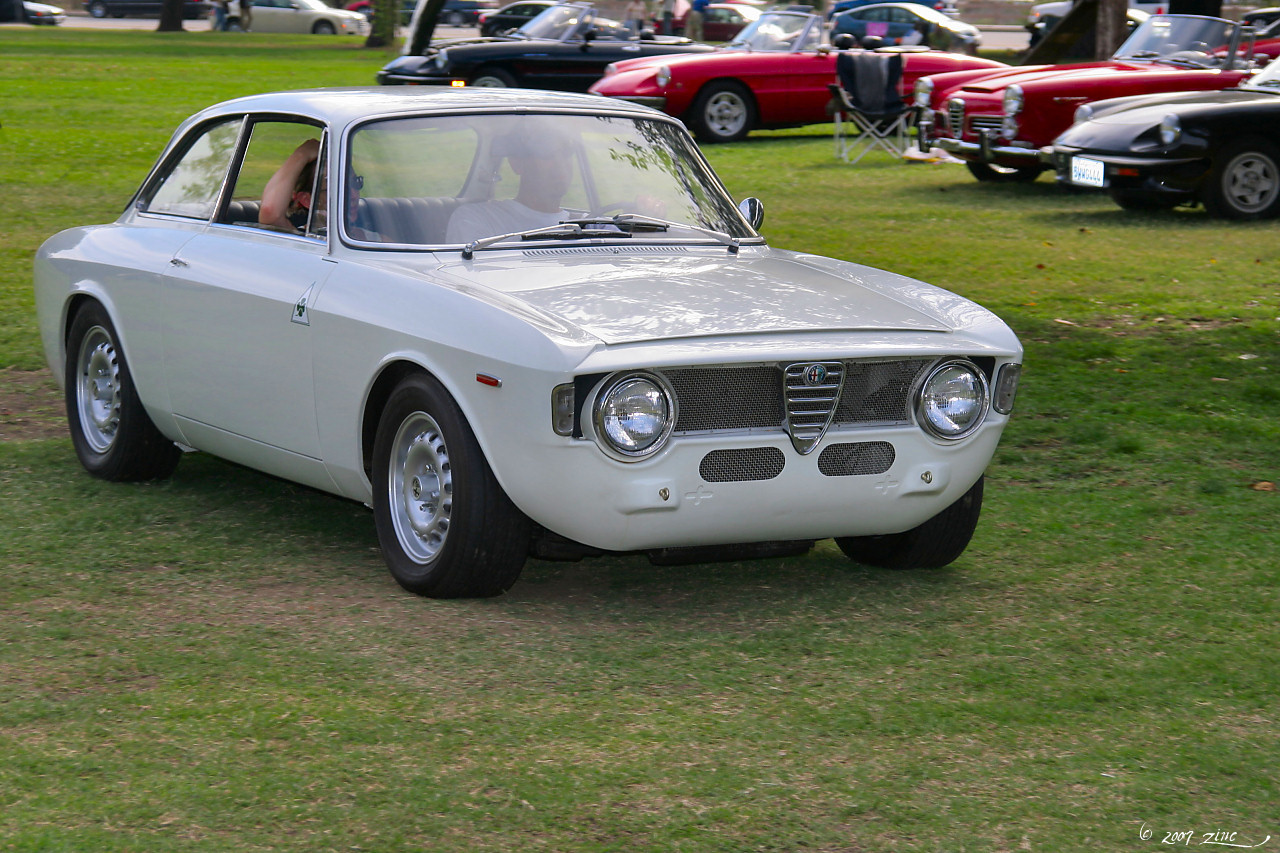
Une Alfa Romeo Giulia GTA 1.6L. (ici de 1967), voiture triple lauréate du DARM.

Il commence sa carrière en 1958 lors des 1 000 kilomètres du Nürburgring sur Alfa Romeo Giulietta Veloce. Celle-ci s'achève en 1970 au Grand Prix GT organisé sur ce même circuit en ETCC (sur Alfa Romeo 2000 GTAm, course fatale).
Il remporte à trois reprises consécutives le Deutsche Automobil Rundstrecken Meisterschaft (DARM) entre 1966 et 1968, sur Alfa Romeo GTA (Groupe < 1 600 cm3), et il termine aussi deuxième des 6 Heures GT du Nürburgring en 1967, avec une Giulia GTA Sprint derrière celle de Bianchi et de Rolland. 
Il effectue ses trois dernières saisons avec l'équipe Alfa Romeo Deutschland.

### Victoires absolues en DARM
- 1964: Neubiberg;
- 1965: Nürburgring;
- 1966: Mayence-Finthen;
- 1967: Nürburgring-Mittelrein et Zolder;
- 1968: Ulm-Laupheim;

(Nota Bene: pilote encore deuxième des 300 kilomètres du Nürburgring en 1970)